# Moe Loembe « N'kaassu Manthatta »
Moe Loembe « « N'kaassu Manthatta » » dit "Like Ma Ntate" est un souverain du royaume de Loango du début du XXè siècle.
Son pseudonyme « N'kaassu Manthatta » signifie " le kolatier à fourmis"
Il a atteint le degré suprême de Maloango et fut un membre de la lignée royale NKata.

## Biographie
Ce roi avait la faculté de se transformer en essaim de fourmis tueuses, mettant en déroute n’importe quelles troupes ennemies.
Son portrait est souvent utilisé pour illustrer son successeur Moe Poaty II. Mais chronologiquement cela est impossible, car le verso de la carte postale originale n'est pas divisé en deux par un trait vertical. Bien que l'oblitération date d'avril 1907, cette photo date donc d'avant 1904. Ce qui signifie qu'il y a au moins vingt ans d'écart au niveau de l'âge des deux souverains.
Le titre "le roi Cusse des Bavili" serait une déformation de « N'kaassu ».